# Fasole cu cârnaţi

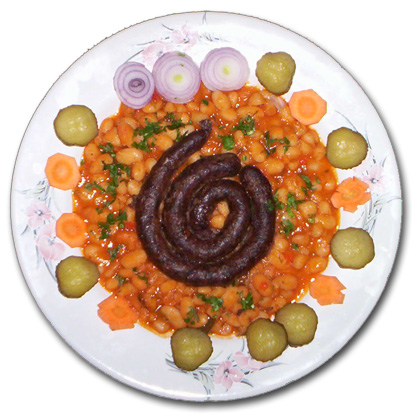
Fasole cu cârnaţi.

Fasole cu cârnaţi [faˈsole ku kɨrˈnaʦʲ] (significando "feijões com linguiça", em língua romena) é um prato tradicional da culinária da Roménia. Consiste numa espécie de feijoada com linguiças típicas do país.
Existem diversas variantes, sendo uma das mais tradicionais preparada com uma carne fumada conhecida como afumătură, que substitui as linguiças.
A popularidade deste prato é de tal ordem na Roménia que é, muitas vezes, considerado o prato nacional. É preparado pelo exército no dia nacional romeno, o 1 de dezembro, sendo distribuído gratuitamente nas ruas de Bucareste e de outras cidades do país.